# Biff McGuire
William „Biff“ McGuire (* 25. Oktober 1926 in New Haven, Connecticut; † 9. März 2021) war ein US-amerikanischer Schauspieler, dessen aktive Karriere über sieben Jahrzehnte umfasste.

## Leben
McGuire wurde als William Joseph McGuire Jr. in New Haven, Connecticut, geboren und besuchte die Hamden High School. An der High School spielte er aktiv American Football und erhielt dort seinen Spitznamen „Biff“.
Nach seiner Schulzeit begann er Landtechnik am Massachusetts State College der Universität von Massachusetts zu studieren, brach das Studium jedoch ab, um der United States Army Ende des Zweiten Weltkriegs beizutreten.
Er wurde im englischen Oxfordshire stationiert, wo er an der Militärakademie der britischen Streitkräfte in Shrivenham studierte. Während dieser Zeit begann er sich für die Schauspielerei zu interessieren; er arbeitete als Bühnenmaler und erste Rollen in lokalen Theaterproduktionen folgten.
Von 1960 an – bis zu seinem Tod – war er mit der britischen Schauspielerin Jeannie Carson verheiratet, mit der er zwei Kinder hatte. Das Paar trat während ihrer langjährigen Karriere in vielen Produktionen gemeinsam auf, darunter 15 Jahre lang als Ensemble-Mitglieder des Seattle Repertory Theatre.
McGuire starb im Alter von 94 Jahren.

## Karriere
Nach dem Ende seiner aktiven Zeit beim Militär blieb McGuire zunächst in England; ein Theaterkritiker, der ihn bei einer Regionaltheater-Aufführung gesehen hatte, hatte ihm ein Vorsprechen in London empfohlen. Die während seiner Studienzeit in Shrivenham gemachten Bühnenerfahrungen führten so zu einer ersten größeren Rolle in William Saroyans The Time of Your Life unter der Regie von Peter Glenville.
1944 feierte er sein Debüt am Broadway in John Boruffs Bühnenstück Bright Boy in der Rolle des Watts und spielte 1949 einen Funker in der Broadway-Produktion von South Pacific unter der Regie von Josh Logan und mit Mary Martin in der Hauptrolle; er überzeugte Oscar Hammerstein, eine Zeile in dem von ihm gesungenen Lied There Is Nothing Like a Dame zu ändern. Insgesamt war er während seiner Karriere in 21 Broadway-Aufführungen zu sehen.
In den 1950er Jahren, im so genannten „ersten Goldenen Zeitalter des Fernsehens in den Vereinigten Staaten“, war McGuire regelmäßig in Live-Fernsehproduktion zu sehen, die aufwändig und teilweise vor Publikum aufgezeichnet wurden; bis sich Ende der 1950er Jahre die Magnetaufzeichnung (MAZ) durchsetzte und dazu übergegangen wurde, Inhalte auf Magnetband oder hochwertig auf Film vorzuproduzieren. Zu den Sendungen der damaligen Zeit, in denen für das Fernsehen adaptierte Bühnenstücke aber auch Episoden-Formate und Shows gezeigt wurden und in denen die Bühnen- sowie Filmstars ihrer Zeit auftraten, gehörten: The Chevrolet Tele-Theatre, Pulitzer Prize Playhouse, The Ford Television Theatre, The Philco Television Playhouse, Armstrong Circle Theatre, Lux Video Theatre, Hallmark Hall of Fame, Westinghouse Studio One, Kraft Television Theatre, Goodyear Television Playhouse, The United States Steel Hour und das Armchair Theatre; sie gelten als Vorläufer heutiger Fernsehserien und Sitcoms. Eine wiederkehrende Rolle hatte McGuire zwischen 1951 und 1952 in der Herb Shriner Time auf ABC.
1955 spielte er in der Originalproduktion von Arthur Millers A Memory of Two Mondays unter der Regie von Martin Ritt mit und verkörperte General George Patton in dem Ein-Personen-Stück Damn It Ike!.
Parallel zu seiner Arbeit für das Theater war McGuire ab Mitte der 1950er Jahre auch zunehmend im Film und den aufkommenden Fernsehserien zu sehen. So hatte er 1955 einen Gastauftritt in der CBS-Fernsehserie Appointment with Adventure und mehrere Auftritte in Alfred Hitchcock präsentiert: The Gentleman From America (1956), The Hidden Thing (1956), Crackpot (1957) und in Don’t Interrupt (1958 als Larry Templeton). Zu weiteren Fernsehserien, in denen er mitwirkte, zählen unter anderem Rauchende Colts (1955), All My Children, Starsky & Hutch, Barnaby Jones, Law & Order (1990), Emergency Room – Die Notaufnahme sowie Frasier. In Gibbsville (1975–1976) porträtierte er Dr. Michael Malloy.
Während eines Castings für die Wiederaufführung des Musicals Der goldene Regenbogen im Jahr 1960, bei dem er die Rolle des Woody Mahoney erhielt, lernte er die Schauspielerin Jeannie Carson kennen – beide heirateten im November desselben Jahres. Ein Jahr später gingen sie mit dem Ensemble des Musicals Camelot auf eine landesweite Tournee; er verkörperte die Rolle des König Artus und sie die Rolle der Guinevere. In Francis Ford Coppolas Musical-Verfilmung von Der goldene Regenbogen aus dem Jahr 1968 war er ebenfalls an der Seite seiner Frau zu sehen.
Auf der Kinoleinwand spielte McGuire unter anderem in Das Herz ist ein einsamer Jäger (1968), The Phenix City Story (1955), Endstation 13 Sahara (1963), Thomas Crown ist nicht zu fassen (1968), Paradise Lost (1971), Serpico (1973) und Schlacht um Midway (1976).
Gemeinsam mit seiner Frau war er in über 30 Produktionen des Seattle Repertory Theatre („The Rep“) zu sehen und gehörte fast 15 Jahre zum festen Ensemble; McGuire veröffentlichte auch eigene Bühnenstücke und arbeitete als Autor für die damals live ausgestrahlte Sitcom Mister Peepers (1952–1955) mit Wally Cox.
Im deutschen Sprachraum wurde er unter anderem von Friedrich Georg Beckhaus, Lothar Blumhagen, Otto Czarski, Werner Ehrlicher, Heinz Giese, Peter Groeger, Holger Hagen, Klaus Havenstein, Gerd Holtenau, Arnold Marquis, Eberhard Mellies, Klaus Miedel, Hans Nitschke, Joachim Nottke, Wolfgang Pampel, Eberhard Prüter, Horst Raspe, Paul Edwin Roth, Peter Schiff, Siegmar Schneider, Friedrich Schoenfelder, Günther Schramm, Jochen Schröder und Günter Wolf synchronisiert.

## Nominierungen
1997 und 2002 erhielt er für seine Broadway-Darstellungen von Pete Davenport in Horton Footes The Young Man From Atlanta und von Theodore Swanson in Paul Osborns Morning’s at Seven jeweils eine Nominierung für den Tony Award.

## Filmografie (Auswahl)

### Film
- 1951: You’re in the Navy Now
- 1955: Eine Stadt geht durch die Hölle (The Phoenix City Story)
- 1959: Destination Space (Fernsehfilm)
- 1961: Quillow and the Giant (Fernsehfilm)
- 1963: Endstation 13 Sahara (Station Six-Sahara)
- 1967: Diary of a Swinger
- 1968: Thomas Crown ist nicht zu fassen (The Thomas Crown Affair)
- 1968: Das Herz ist ein einsamer Jäger (The Heart Is a Lonely Hunter)
- 1973: Der Werwolf von Washington (The Werewolf of Washington)
- 1973: Serpico
- 1974: The Underground Man (Fernsehfilm)
- 1975: Crime Club (Fernsehfilm)
- 1975: The Turning Point of Jim Malloy (Gibbsville: The Turning Point of Jim Malloy; Fernsehfilm)
- 1976: The Hemingway Play (Fernsehfilm)
- 1976: Für Gesetz und Ordnung (Law and Order; Fernsehfilm)
- 1976: Schlacht um Midway (Battle at Midway)
- 1976: Der Fall Gary Powers (Francis Gary Powers: The True Story of the U-2 Spy Incident; Fernsehfilm)
- 1977: Roger & Harry: The Mitera Target (Fernsehfilm)
- 1977: Zum Leben verurteilt (In the Matter of Karen Ann Quinlan; Fernsehfilm)
- 1977: Was geschah am Little Big Horn? (The Court-Martial of George Armstrong Custer; Fernsehfilm)
- 1977: Have I Got a Christmas for You (Fernsehfilm)
- 1979: Fort Travis – Ein Mann geht seinen Weg (The Last Word)
- 1979: Gewalt (Act of Violence; Fernsehfilm)
- 1979: Nero Wolfe (Fernsehfilm basierend auf dem Roman The Doorbell Rang)
- 1981: Firebird 2015 AD (Mitwirkung am Drehbuch)
- 2009: In Memoriam (Kurzfilm)
- 2012: Unfair and Imbalanced (Fernsehfilm)
- 2013: American Seagull (auch: Hollywood Seagull)

### Fernsehserien
- 1950: The Chevrolet Tele-Theatre
- 1950–1951: Pulitzer Prize Playhouse
- 1950–1951: The Ford Theatre Hour (auch: The Ford Television Theatre)
- 1950–1956: The Philco Television Playhouse
- 1950–1957: Armstrong Circle Theatre
- 1951–1952: Lux Video Theatre
- 1952: Hallmark Hall of Fame
- 1952: The Gulf Playhouse (auch: Gulf Playhouse: 1st Person und First Person Playhouse)
- 1952–1956: Studio One (auch: Westinghouse Studio One)
- 1952–1956: Kraft Television Theatre
- 1954: The Secret Storm (Seifenoper)
- 1954: Mama
- 1954: The Web
- 1955: You Are There
- 1955: Star Tonight
- 1955: Appointment with Adventure
- 1955–1956: Justice
- 1956–1957: Goodyear Television Playhouse
- 1956–1958: Alfred Hitchcock präsentiert
- 1956–1963: The United States Steel Hour
- 1957: The Phil Silvers Show (Sitcom)
- 1960: Diagnosis: Unknown
- 1961: The Witness
- 1961: Armchair Theatre
- 1962–1963: Preston & Preston (The Defenders, 2 Folgen)
- 1963: Kennziffer 01 (Zero One)
- 1970: All My Children
- 1971: Great Performances
- 1972: Young Dr. Kildare
- 1974: Rauchende Colts
- 1975: Khan!
- 1975: Kate McShane
- 1975: Matt Helm – Im Dschungel der Großstadt (Matt Helm)
- 1975: Nachdenkliche Geschichten (Insight)
- 1975–1977: Hawaii Fünf-Null
- 1975–1978: Barnaby Jones
- 1976: California Cops – Neu im Einsatz (auch: Die Rookies)
- 1976: Kingston: Confidential
- 1976: Kojak – Einsatz in Manhattan
- 1976: John O’Hara’s Gibbsville
- 1976–1978: Eine amerikanische Familie
- 1977: Starsky & Hutch
- 1977: Visions
- 1978: Durch die Hölle nach Westen (How the West Was Won)
- 1978: Disney-Land (auch: Disneyland, The Wonderful World of Disney)
- 1979: The Paper Chase
- 1979: Police Story – Immer im Einsatz (Police Story; auch: L.A. Police)
- 1980: Search for Tomorrow
- 1985: Remington Steele
- 1985: California Clan
- 1985: Unser lautes Heim (Growing Pains)
- 1991: Law & Order (auch: Die Aufrechten – Aus den Akten der Straße)
- 1994: Renegade – Gnadenlose Jagd
- 1998: Fast wie Zuhause (Union Square)
- 1998: Cybill
- 2000: Für alle Fälle Amy (Judging Amy)
- 2000: Emergency Room – Die Notaufnahme
- 2000: JAG – Im Auftrag der Ehre
- 2001: Frasier

## Theater (Auswahl)
- 1944: Bright Boy (Broadway-Bühnenstück von John Boruff am Playhouse Theatre als William Biff McGuire; Rolle: Watts)
- 1948: Make Mine Manhattan (Broadway-Musikrevue von Richard Lewine am Broadhurst Theatre)
- 1949–1954: South Pacific (Broadway-Musical am Majestic Theatre und ab 1953 am The Broadway Theatre; Rolle: Bob McCaffrey)
- 1950: Dance Me a Song (Broadway-Musikrevue von James Shelton am Royale Theatre)
- 1953: The Moon is Blue (Bühnenstück von F. Hugh Herbert am Duke of York’s Theatre in London)
- 1955: The Time of Your Life (Broadway-Bühnenstück von William Saroyan im City Center; Rolle: Dudley)
- 1955: A View From the Bridge / A Memory of Two Mondays (Broadway-Produktion basierend auf Werken von Arthur Miller und Johnny Black am Coronet Theatre; Rolle: Kenneth)
- 1956: Knickerbocker Holiday (Triple Cities Playhouse, Binghamton, New York)
- 1957: The Greatest Man Alive (Broadway-Komödie von Tony Webster am Ethel Barrymore Theatre; Rolle: Steve Boyle)
- 1957: The Egghead (Broadway-Drama von Molly Kazan am Ethel Barrymore Theatre; Rolle: Martin Donahue)
- 1959: Triple Play (Broadway-Produktion basierend auf den Stücken Some Comments on the Harmful Effects of Tobacco, Bedtime Story, Portrait of a Madonna, A Pound on Demand am Playhouse Theatre)
- 1959: Listen To The Mocking Bird (Bühnenstück von Edward Chodorov; Produktion der Playwrights Company am Hanna Theatre in Cleveland, Ohio)
- 1959: Happy Town (Broadway-Musical von Gordon Duffy am 54th Street Theatre; Rolle: Craig Richards)
- 1960: Der goldene Regenbogen (Broadway-Wiederaufführung in der Rolle des Woody)
- 1961: Mary, Mary (Broadway-Komödie von Jean Kerr am Helen Hayes Theatre und The Morosco Theatre in Zusammenarbeit mit der Collin Productions Inc.; 1963 verfilmt; Rolle: Bob McKellaway)
- 1963: Camelot (US-Tourneetheater als Artus)
- 1967: She Loves Me (Musical von Jerry Bock am Cape Playhouse in Dennis, Massachusetts, mit Jeannie Carson)
- 1969: The Sound of Murder (Bühnenstück von William Fairchild am Cape Playhouse in Dennis, Massachusetts, mit Jeannie Carson)
- 1969: The Sound of Murder (Bühnenstück von William Fairchild am Ogunquit Playhouse in Ogunquit, Maine, mit Jeannie Carson)
- 1970: Mitglied des Ensembles des Tyrone Guthrie Theater in Minneapolis, Minnesota
- 1970: Beggar on Horseback (Broadway-Wiederaufführung von Marc Connelly and George Simon Kaufman am Vivian Beaumont Theatre; produziert vom Repertory Theatre des Lincoln Center; Rolle: Dr. Albert Rice)
- 1971: Father’s Day (Broadway-Komödie von Oliver Hailey am John Golden Theatre; Rolle: Tom)
- 1971: The Trial of the Catonsville Nine (Broadway-Bühnenstück von Daniel Berrigan am Lyceum Theater; Rolle: Philip Berrigan)[19]
- 1972: Present Tense (Off-Broadway-Bühnenstück am Sheridan Square Playhouse)[20]
- 1981: Major Barbara (Bühnenstück von George Bernard Shaw am Arena Stage Theatre, Washington D.C.)
- 1997: The Young Man from Atlanta (Broadway-Drama von Horton Foote am Longacre Theatre zusammen mit The Goodman Theatre; Rolle: Pete Davenport; Bühnenname: William Biff McGuire)
- 2002: Morning’s at Seven (Broadway-Bühnenstück von Paul Osborn am Lyceum Theater, New York City; Rolle: Theodore Swanson)
- 2004: The Day Emily Married (Off-Broadway-Bühnenstück von Horton Foote; 59E59 Theaters / Theater A)[21]